# Quarth
Quarth (クォース Kwōsu?), conocido fuera de Japón como Block Hole, es un videojuego de Konami, publicado originalmente como arcade en 1989, que presenta una original mecánica híbrida entre puzle y matamarcianos. Además del arcade, hubo versiones del juego para MSX2 (con chip SCC integrado), Famicom y Game Boy. Las versiones domésticas llevaron el título de Quarth en todo el mundo, con la excepción de la edición para Game Boy Color en Europa de Konami GB Collection Vol. 2 donde, por razones desconocidas, el título del juego fue cambiado por el más genérico Block Game. En 2005, Konami también incluyó el juego en Ganbare Goemon: Tōkai Dōchū Ōedo Tengu ri Kaeshi no Maki para Nintendo DS.
Quarth apareció para teléfonos móviles a partir de 2001como Block Quarth, recibiendo más adelante una versión actualizada con el título Block Quarth DX. Fue reeditada en 2005 sin el sufijo "DX" y estuvo disponible globalmente bajo la licencia de Konami Net en muchos servicios i-mode ofrecidos por operadoras móviles. En Europa, por ejemplo, estuvo disponible en el Reino Unido e Irlanda a través de O2 y en España por medio de Telefónica.